# Milichus inaequalis
Milichus inaequalis là một loài bọ cánh cứng trong họ Bọ hung (Scarabaeidae).